# Symphurus caribbeanus
Symphurus caribbeanus és un peix teleosti de la família dels cinoglòssids i de l'ordre dels pleuronectiformes que viu a l'Atlàntic occidental.